# Schüttkasten Drosendorf

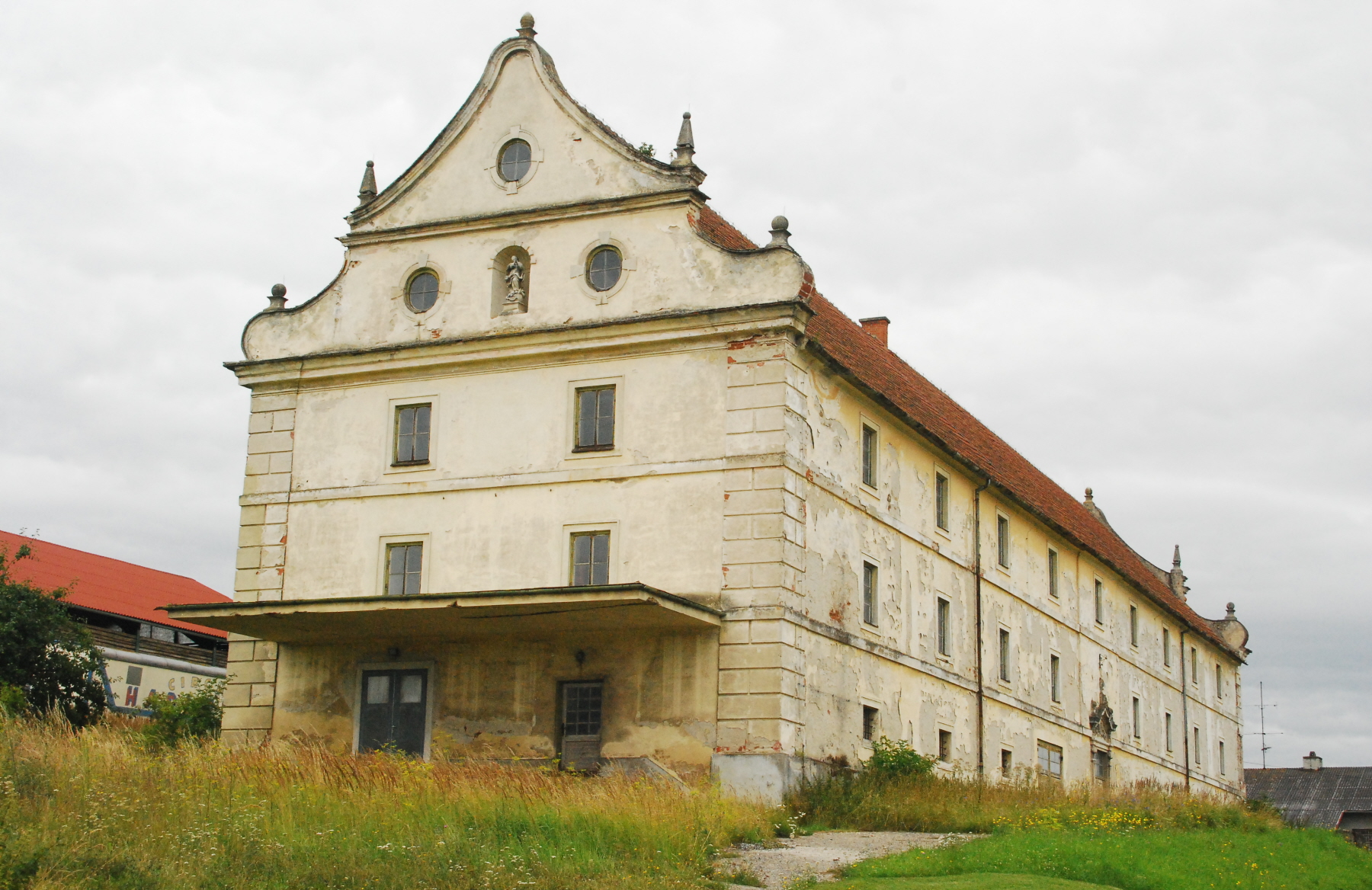
Schüttkasten Drosendorf

Der Schüttkasten Drosendorf ist ein Schüttkasten in der KG Drosendorf Stadt in der Stadtgemeinde Drosendorf-Zissersdorf im Bezirk Horn in Niederösterreich. Das Speichergebäude steht unter Denkmalschutz.

## Beschreibung und Geschichte
Der auf einer Anhöhe südlich der Stadt Drosendorf errichtete Schüttkasten wurde um 1720 von den Grafen Lamberg-Sprinzenstein, den Inhabern der Drosendorfer Herrschaft, gebaut. Knapp zweihundert Jahre später wurde am Berghang unter dem Schüttkasten der Endbahnhof der von Retz nach Drosendorf verlaufenden Lokalbahn errichtet. Während des Ersten Weltkriegs diente der Speicher als Internierungslager, ehe er in den Zwanzigerjahren wieder seine ursprüngliche Funktion als Getreidespeicher erhielt. Nach einem Brand 1947 wurde im Speicher eine Sammelstelle der Wiener Molkerei eingerichtet.

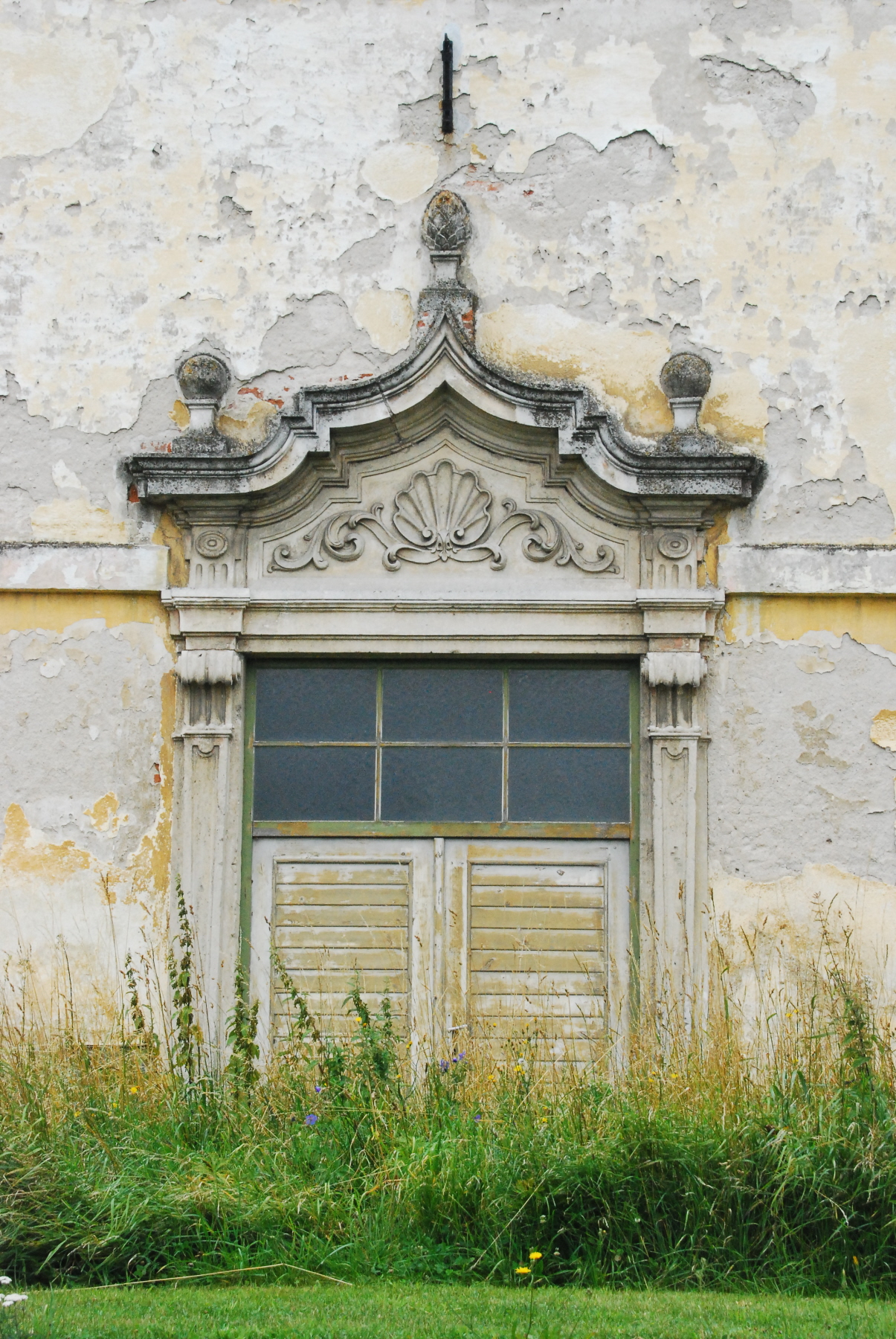
Ursprünglicher Eingang des Drosendorfer Schüttkastens

Der Schüttkasten dominiert das Ortsbild von Drosendorf. Er ist ein langgestreckter, dreigeschoßiger Bau mit einem hohen Satteldach. Die geschossteilenden Gesimse bewirken eine vertikale Gliederung der Fassaden, die an den Gebäudekanten von Putzquadern gefasst sind. Die Stirnfronten sind von geschwungenen, mit Steinkugeln und kleinen Obelisken verzierten und durch ein Zwischengesims unterteilten Giebeln über einem breiten Kranzgesims bekrönt. In der Mitte der Nordfassade befindet sich der ursprüngliche Eingang mit einer barocken Steinrahmung und Putzdekor im Tympanonfeld.
Der Zugang und die neue Laderampe befinden sich an der östlichen Giebelfront.